# Naviair
Naviair (Navigation Via Air) je státem vlastněná dánská společnost poskytující letové provozní a informační služby pro Dánsko, Faerské ostrovy a Grónsko. Spadá pod dánské ministerstvo dopravy, své finance ale jako samostatný veřejný podnik spravuje nezávisle na něm.

## Historie
Naviair vznikla 1. ledna 2001, kdy byl oddělen od dánského Úřadu pro civilní letectví. 3. dubna 2006 se firma stala jedním ze tří zakládajících členů aliance COOPANS, která má za úkol mezi členy standardizovat řízení leteckého provozu.
Roku 2008 zaznamenal Naviair kvůli Velké recesi 12% pokles v objemu letecké dopravy. Objem začal opět růst v roce 2010.
V květnu 2010 odhlasoval dánský parlament změnu formy společnosti na samostatný veřejný podnik (selvstændig offentlig virksomhed); rozhodnutí vstoupilo v platnost 27. října a díky němu se Naviair stala na vládě finančně nezávislá. Stejného dne zvolila své první představenstvo.
V prosinci 2012 musel být kvůli erupci sopky Eyjafjallajökull přerušen letecký provoz ve velké části Evropy, díky čemuž firma ztratila desítky milionů dánských korun. Další ztráty zaznamenala v roce 2012, kdy zbankrotovala dánská aerolinie Cimber Sterlings.
V dubnu 2013 firma začala s přesunem svého grónského centra pro letecké informační služeb z Kangerlussuaqu; relokace byla dokončena přištího roku. V prosinci 2013 vstoupil Naviair do společné firmy vedené primárně americkou společností Aireon LLC, jejímž výsledkem měl být první satelitní systém globálního leteckého dohledu na světě. Systém měl být založen na 66 funkčních a několika záložních satelitech, které měly dohromady docílit 100% pokrytí zemského povrchu. Tehdejší radarové dohledové služby měly dosah jen 10%. Podle odhadů by systém pomohl snížit spotřebu paliva letadly, což by se rovnalo každoročnímu snížení emisí CO2 o 400 tun.
V listopadu 2015 Naviair splatila svůj podřízený úvěr v hodnotě 200 milionů dánských korun.

## Hlavní úloha
Naviair má plnit následující funkce:
- řízení letového provozu na letištich Kodaň, Roskilde, Billund, Aarhus, Aalborg a Bornholm
- poskytování leteckých informačních služeb z Kodaně, Nuuku a Vágaru
- vydávání leteckých informačních příruček pro letiště v Dánsku, Grónsku, a na Faerských ostrovech

## Struktura

### Dceřinné společnosti
Naviair provozuje dvě dceřinné společnosti, Naviair Surveillance A/S a Naviair USA Surveillance A/S. Také má investice v  Aireon Holdings LLC, Entry Point North AB a NUAC HB.

#### Entry Point North AB
Entry Point North je akademie poskytující kurzy řízení letového provozu. Byla založena roku 2006 a společně ji vlastní Naviair, Irský letecký úřad a švédská LFV.

#### NUAC HB
NUAC (Nordic Unified Air Traffic Control) je společnou firmou Naviair a LFV. Byla založena v řijnu 2009 po několika letech plánování a jejím úkolem je sjednocení dánského a švédského leteckého prostoru.
Jak Naviair, tak LFV v ní mají 50 % podíl.